# Otto Glück
Otto Glück (* 29. November 1918 in Linz; † 16. August 2003 ebenda) war ein österreichischer Mediziner und Politiker (ÖVP). Glück war von 1959 bis 1973 Amtsführender Stadtrat in Wien.
Otto Glück wurde als Sohn eines Oberleutnants der Reserve in Linz geboren und besuchte die Volksschule und das Realgymnasium in Steyr. 1937 schloss er seine Schulausbildung am Realgymnasium Steyr mit der Matura ab und begann noch 1937 ein Studium der Medizin an der Universität in Graz. 1938 wechselte er nach Wien und promovierte am 28. März 1942 mit ausgezeichnetem Erfolg zum Doktor der Medizin. In der Folge war er bis Mai 1942 in der chirurgischen Universitätsklinik bei Wolfgang Denk beschäftigt, danach wurde er zum Kriegsdienst nach Bremen eingezogen. Nach seiner Rückkehr arbeitete Glück kurzfristig als Assistent im Krankenhaus in Kirchdorf an der Krems und war zwischen Mai 1945 und April 1951 an der II. Universitäts-Frauenklinik in Wien beschäftigt. Glück war in der Folge zwischen Mai 1952 und Dezember 1959 ärztlicher Sekretär des Amtsführenden Stadtrates für Gesundheitswesen. Im Dezember 1959 wurde Glück zum Amtsführenden Stadtrat für Gesundheitswesen gewählt, eine Funktion, die er bis zum 5. Juli 1973 innehatte.

## Auszeichnungen
- Bürger der Stadt Wien (1983)